# Joudes
Joudes település Franciaországban, Saône-et-Loire megyében. Lakosainak száma 359 fő (2022. január 1.). Joudes Dommartin-lès-Cuiseaux, Balanod, Montagna-le-Reconduit, Champagnat és Condal községekkel határos.

## Népesség
A település népességének változása:
| Lakosok száma | 394  | 389  | 388  | 379  | 374  | 371  | 368  | 367  | 359  |
|               | 2013 | 2015 | 2016 | 2017 | 2018 | 2019 | 2020 | 2021 | 2022 |